# Harpesaurus ensicauda
Espèce
Harpesaurus ensicauda est une espèce de sauriens de la famille des Agamidae.

## Répartition
Cette espèce est endémique de Nias en Indonésie.

## Publication originale
- Werner, 1913 : Neue oder seltene Reptilien und Frösche des Naturhistorischen Museums in Hamburg. Mitteilungen aus dem Hamburgischen Zoologischen Museum und Institut, vol. 30, p. 1-51 (texte intégral).